# Pycnarmon
Pycnarmon är ett släkte av fjärilar. Pycnarmon ingår i familjen Crambidae.

## Bildgalleri

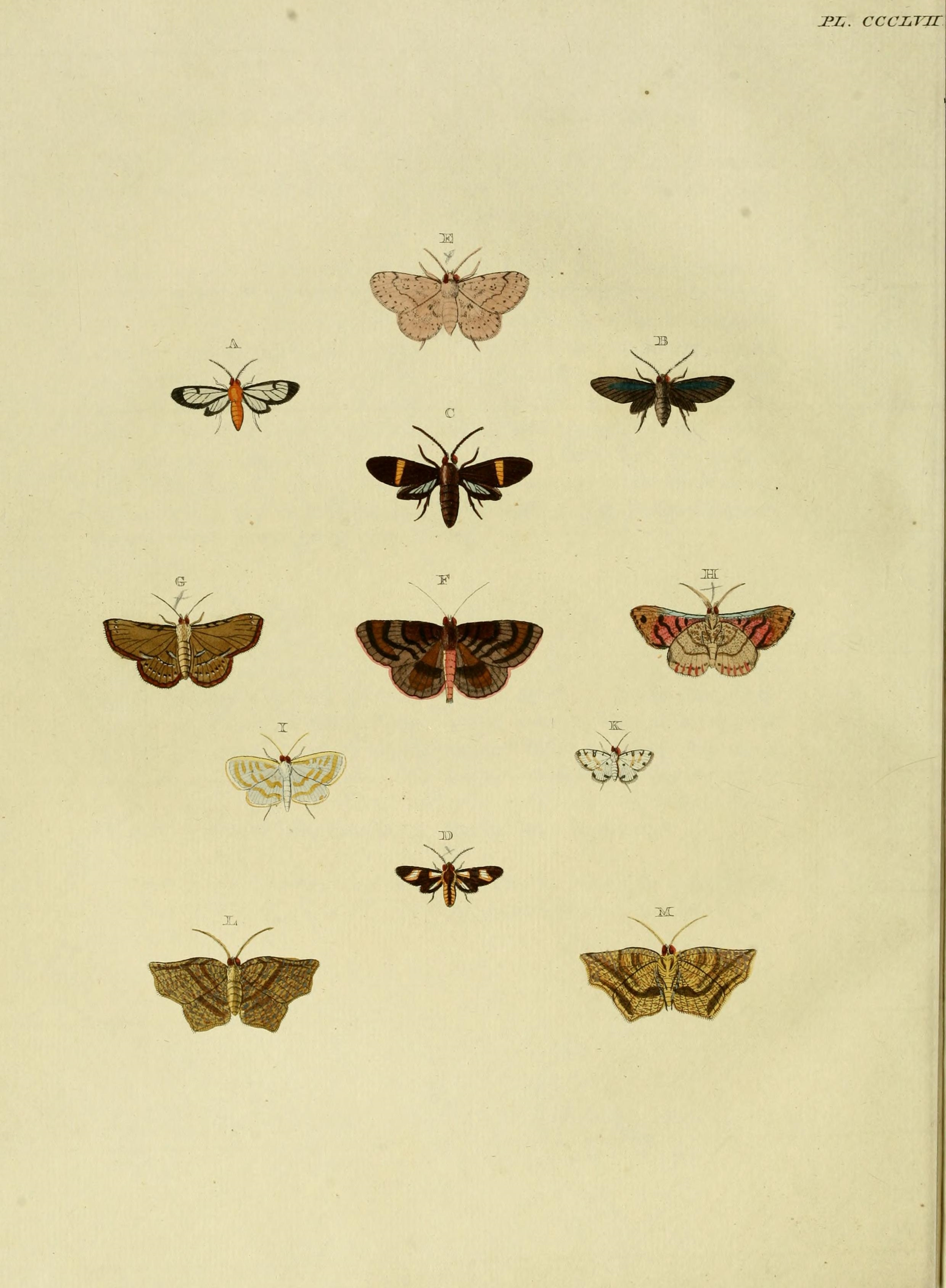

## Dottertaxa tillPycnarmon, i alfabetisk ordning[1]
- Pycnarmon abdicalis
- Pycnarmon abraxalis
- Pycnarmon aeriferalis
- Pycnarmon albalis
- Pycnarmon albivittalis
- Pycnarmon alboflavalis
- Pycnarmon annulata
- Pycnarmon apicipicta
- Pycnarmon argenticincta
- Pycnarmon argyria
- Pycnarmon aripanalis
- Pycnarmon baptalis
- Pycnarmon benesignata
- Pycnarmon breiralis
- Pycnarmon briocusalis
- Pycnarmon bunusalis
- Pycnarmon caberalis
- Pycnarmon callidalis
- Pycnarmon cecinalis
- Pycnarmon chinensis
- Pycnarmon corycialis
- Pycnarmon cribrata
- Pycnarmon crocalis
- Pycnarmon cyanoxantha
- Pycnarmon decipiens
- Pycnarmon deicoonalis
- Pycnarmon dialithalis
- Pycnarmon diaphana
- Pycnarmon dichrocrocidalis
- Pycnarmon diffusalis
- Pycnarmon divaricata
- Pycnarmon dryocentra
- Pycnarmon eosalis
- Pycnarmon frenulalis
- Pycnarmon geminipuncta
- Pycnarmon glaucias
- Pycnarmon idalis
- Pycnarmon ignotalis
- Pycnarmon intenta
- Pycnarmon jaguaralis
- Pycnarmon juanalis
- Pycnarmon lactiferalis
- Pycnarmon latepunctalis
- Pycnarmon lederaralis
- Pycnarmon leucinodialis
- Pycnarmon leucodoce
- Pycnarmon levinia
- Pycnarmon macilentalis
- Pycnarmon macrotis
- Pycnarmon marginalis
- Pycnarmon meritalis
- Pycnarmon nebulosalis
- Pycnarmon nigrianalis
- Pycnarmon orophila
- Pycnarmon pantherata
- Pycnarmon papualis
- Pycnarmon paucipunctalis
- Pycnarmon personalis
- Pycnarmon peruvialis
- Pycnarmon plexippusalis
- Pycnarmon praeruptalis
- Pycnarmon privalis
- Pycnarmon pulchralis
- Pycnarmon quinquepuncta
- Pycnarmon quintula
- Pycnarmon radiata
- Pycnarmon receptalis
- Pycnarmon sarumalis
- Pycnarmon sciophila
- Pycnarmon semizebralis
- Pycnarmon sericea
- Pycnarmon sexpunctalis
- Pycnarmon spodosticta
- Pycnarmon staminalis
- Pycnarmon straminealis
- Pycnarmon subpictalis
- Pycnarmon syleptalis
- Pycnarmon tapeina
- Pycnarmon tylostegalis
- Pycnarmon virgatalis
- Pycnarmon vohilavalis